# .gw
.gw  é o código TLD (ccTLD) na Internet para a Guiné-Bissau.

## Histórico
O domínio .gw foi criado em 1997 como parte da expansão global de domínios de topo para países na Internet. Inicialmente, a gestão do domínio foi atribuída à empresa pública de telecomunicações nacional, Guiné Telecom. No entanto, com o desmoronamento da Guiné Telecom em 2007, a gestão do domínio foi transferida para a Fundação IP Media, uma sociedade mista de interesses alemães e guineenses.
Em 2010, a Lei nº 5/2010 atribuiu à Autoridade Reguladora Nacional (ARN) de Guiné-Bissau a competência de gerir o domínio .gw. Dois anos depois, em 2012, foi aprovado o Regulamento do Registro de .gw, estabelecendo as diretrizes para o registro e gestão do domínio.
Em 2014, após várias tentativas junto da Autoridade para Atribuição de Números da Internet (IANA) e da Corporação da Internet para Atribuição de Nomes e Números (ICANN), a ARN conseguiu resgatar a gestão do domínio .gw. A partir de então, a ARN passou a ser a entidade responsável pela gestão do domínio, com assessoria técnica da DNS.PT, a entidade gestora do domínio .pt de Portugal.
A 10 de Julho de 2014, a IANA delegou pela última vez a gestão do domínio à ARN (Autoridade Reguladora Nacional – Tecnologias de Informação e Comunicação da Guiné-Bissau), e em 2015 já possuía cerca de 300 domínios registrados, segundo a entidade.

## Iniciativas e Desenvolvimento
A ARN tem trabalhado para dinamizar a utilização do domínio .gw e promover a presença digital da Guiné-Bissau. Uma das iniciativas mais importantes é o Programa iARD (Iniciativa de Acesso e Registro de Domínios), que visa incentivar a participação de entidades públicas e privadas no espaço digital, disponibilizando serviços associados ao domínio .gw.
Além disso, a ARN celebrou uma parceria com o Centro de Formalização das Empresas (CFE) para atribuir domínios .gw a empresas no momento da sua criação estatutária, sob a iniciativa "Empresa On-Line". Essa parceria facilita o acesso aos recursos de Internet nacional e busca promover a transformação digital do país.

## Cooperação Internacional
A ARN estabeleceu uma colaboração técnica com a DNS.PT, a entidade gestora do domínio .pt de Portugal, para assessorar a gestão do domínio .gw. Essa parceria, iniciada em 2014 e encerrada em 2021, permitiu a transferência de conhecimento e a adoção de melhores práticas internacionais na gestão de domínios. Em 2015, o .gw participou na criação da LusNIC, uma associação que reúne os gestores de domínios de topo dos países de língua portuguesa, com o objetivo de promover a cooperação e o desenvolvimento técnico entre os membros.